# Виктор Халкидонский
Ви́ктор Халкидо́нский (III век — ок. 304) — святой мученик Халкидонский, воин. День памяти — 10 сентября в Западной церкви, 29 сентября в Восточных церквях.
Согласно житию святой Евфимии Всехвальной, около 304 года правитель Халкидона мучитель Приск повелел воинам Виктору и Сосфену бросить святую в раскалённую печь. Им в пламени были явлены святые ангелы, после чего они отказались исполнять приказ, объявив, что уверовали в Бога, которому поклонялась Евфимия. Дерзновенно объявив себя христианами, Виктор и Сосфен пошли на мучения и были отданы на съедение зверям. Молитвенно взывая к милосердию Божию о принятии в Царство Небесное, они услышали глас с небес и отошли в жизнь вечную. Звери же даже не коснулись их тел.